# Midweek
De midweek is de benaming voor enkele aaneengesloten dagen van de week, zonder dat daarin een weekeinde voorkomt.
De term wordt vooral gebruikt in de vakantiebranche, waarbij wordt geprobeerd om leegstaande en dus niet-lucratieve hotelkamers of vakantiehuisjes te verhuren. Feitelijk gaat het daarbij om een aantal overnachtingen (twee, drie of vier). Bij vier overnachtingen beslaat de midweek de maandag tot en met de vrijdag. Bij drie van maandag tot donderdag of van dinsdag tot vrijdag.